# Mihaela Gheorghiu
Mihaela Gheorghiu (n. 5 noiembrie 1971, Iași, România) este o fostă atletă română, specializată în probele de săritură în lungime și heptatlon.

## Carieră
Ieșeanca s-a apucat de atletism la Liceul „Dimitrie Cantemir” din Iași. Prima ei performanță notabilă a fost locul 10 la Campionatul Mondial de Juniori (sub 20) din 1990 de la Plovdiv în proba de săritură în lungime.
La Campionatele Naționale din 1994 a cucerit titlul la heptatlon. În același an a participat la Cupa Europei la probe combinate Superliga unde s-a clasat pe locul 30.
În anul 1996 ea a stabilit un nou record personal în proba de săritură în lungime cu o săritură de 6,59 m. Apoi a participat la Jocurile Olimpice de la Atlanta dar nu a ajuns în finală din cauza unei accidentări.
După retragerea sa din activitate, Mihaela Gheorghiu a devenit antrenoare și profesoară.

## Realizări
| An   | Competiție                                | Locație                | Loc | Eveniment | Note   |
| ---- | ----------------------------------------- | ---------------------- | --- | --------- | ------ |
| 1990 | Campionatul Mondial de Juniori (sub 20)   | Plovdiv, Bulgaria      | 10  | lungime   | 5,96 m |
| 1994 | Cupa Europei la probe combinate Superliga | Vénissieux, Franța     | 30  | heptatlon | 5083   |
| 1996 | Jocurile Olimpice                         | Atlanta, Statele Unite | –   | lungime   | FR     |

## Recorduri personale
| Probă                       | Performanță | Dată              | Locație    |
| --------------------------- | ----------- | ----------------- | ---------- |
| Săritură în lungime         | 6,59 m      | 22 iunie 1996     | Kalamata   |
| Heptatlon                   | 5083 puncte | 3 iulie 1994      | Vénissieux |
| Săritură în lungime în sală | 6,21 m      | 10 februarie 1996 | București  |